# Stara Kancelaria Rzeszy
Stara Kancelaria Rzeszy – siedziba kanclerzy Niemiec w okresie od 1875 do 1938 roku w tzw. „Pałacu Radziwiłłowskim” w Berlinie, przy Wilhelmstraße 77 (aktualnie nr 93).

## Architektura
Pierwszy zarejestrowany obraz pałacu był wynikiem rozbudowy przeprowadzonej w latach 1738–1739 w stylu późnego baroku.
Zbudowany na planie prostokąta z wewnętrznym dziedzińcem i symetrycznymi skrzydłami (połączonymi w późniejszym okresie kutym płotem z dwiema symetrycznie ułożonymi bramami), pałac posiadał 3 kondygnacje:
- dolną boniowaną, wykończoną łukami,
- środkową z pasem wysokich okien chronionych od góry gzymsami,
- górną, na poddaszu krytym mansardowym dachem z lukarnami.

Fasadę przednią podkreślał rozdzielony pilastrami ryzalit, zamknięty od góry trójkątnym tympanonem.
Z tyłu pałac nie posiadał dziedzińca, a fasada tylna różniła się od przedniej tylko brakiem tympanonu.
Tyły obiektu wypełniał ogród, bardziej podobny do lasu.

## Historia

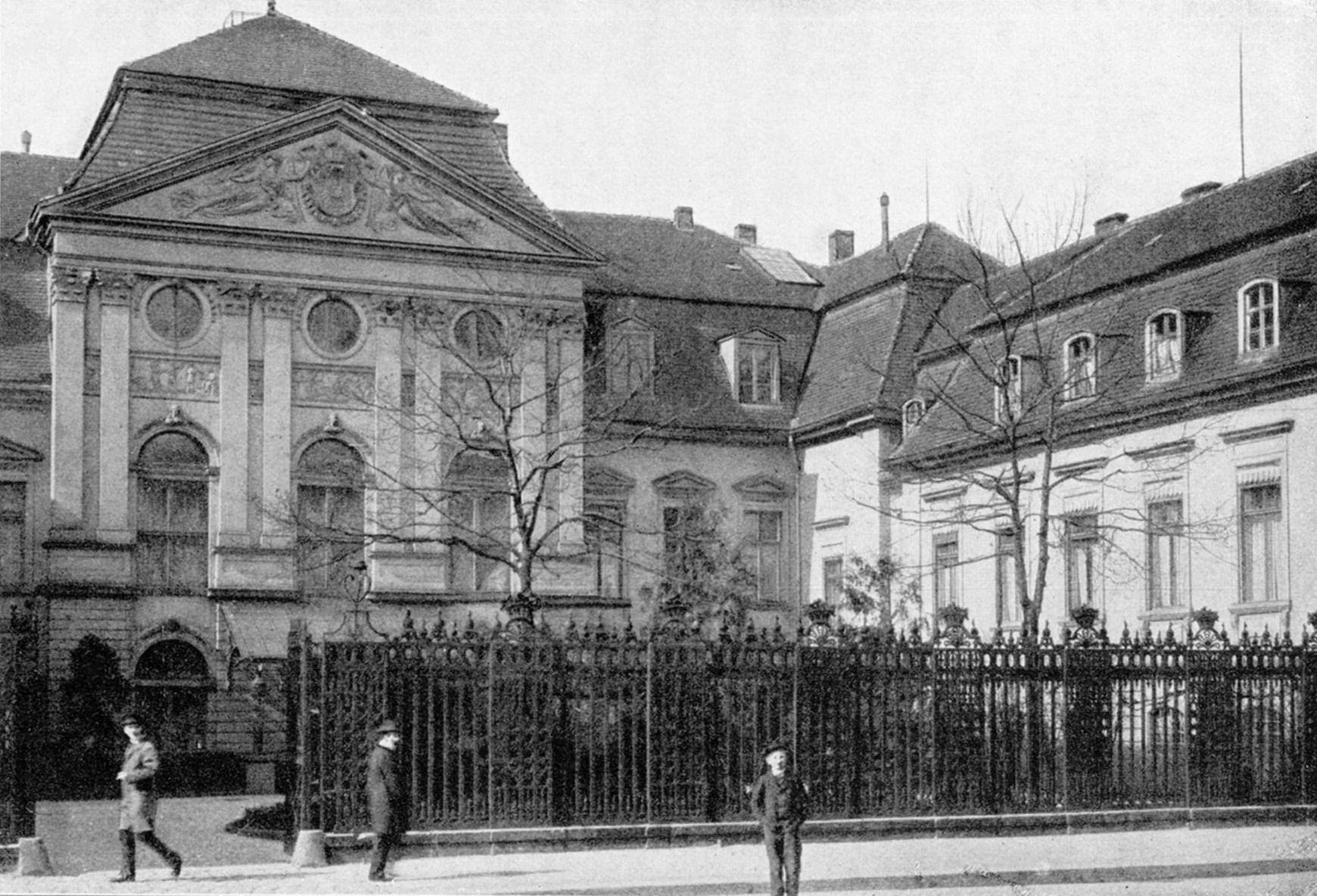
Pałac Kanclerski ok. 1895

Były dom Carla Friedricha Richtera (1701–1766). W 1735 posiadłość przeszła na własność generał-majora hrabiego Adolfa Friedricha von Schulenburga i pozostała w rękach von Schulenburgów do 1790, kiedy to już pod nazwą „Pałac Schulenburgów” kupił go jako dom mieszkalny książę Fryderyk Wilhelm II Pruski. Dwa lata później podarował go swej konkubinie hrabinie Julii Wilhelminie Fryderyce von Dönhoff. Od 1795 pałac był w rękach odpowiednio:
- księcia Michała Hieronima Radziwiłła wojewody wileńskiego,
- jego syna Antoniego Henryka Radziwiłła,
- jego wnuków Wilhelma Pawła i Bogusława Fryderyka Radziwiłłów.

Za czasów księcia Antoniego Henryka Radziwiłła (od jego nazwiska nazwany „Pałacem Radziwiłłowskim”) do końca życia Antoniego, pałac pełnił funkcję ośrodka życia muzycznego, literackiego i teatralnego polskiej kultury. Później wskutek germanizacji synów podupadł w tej roli.
Pałac został sprzedany Rzeszy w 1875, a następnie z uwagi na swoje położenie przy „trakcie królewskim Berlina”, adaptowany został w okresie od 1875 do 1878 według planów Georga Joachima Wilhelma Neumanna jako mieszkanie służbowe Kanclerza i jednocześnie Pałac Kanclerski.
W latach 1928–1930 zmieniono wystroje wnętrz według projektu architekta Eduarda Jobsta Siedlera.
W 1938, po wybudowaniu Nowej Kancelarii Rzeszy dla odróżnienia, był nazywany Starą Kancelarią Rzeszy.

## Wnętrza
W pałacu na parterze znajdowały się:
- Hall Wejściowy,
- Salon Przyjęć nazywany zwyczajowo „damskim” (niem. Damen Salon),
- Salon „Bismarcka” (niem. Bismarckzimmer) – jedyne pomieszczenie z kominkiem na parterze, później używany jako palarnia,
- Sala Jadalna (wraz z zapleczem: kuchnia, przygotowalnia itp.),
- Ogród Zimowy,
- Pomieszczenia administracyjne i techniczne.

Na parterze również, w oknach prawego skrzydła wychodzących bezpośrednio na Wilhelmstraße pojawiał się zwyczajowo przed tłumem sam kanclerz.
Natomiast na piętrze znajdowały się:
- Sala Posiedzeń (niem. Sitzungssaal) – największe pomieszczenie zajmujące całą powierzchnię kondygnacji pomiędzy ryzalitami: przednim i tylnym,
- Sala Posiedzeń Gabinetu (niem. Kabinett Sitzungssaal),
- Sala Konferencyjna (niem. Konferenzraum),
- Gabinet Kanclerza (niem. Arbeitszimmer des Reichskanzlers),
- Biblioteka Kanclerza (niem. Bibliothek des Reichskanzlers),
- Prywatne Apartamenty Kanclerza.

## III Rzesza
Za czasów Göringa, który był premierem i przewodniczącym Reichstagu, w 1934 Paulowi Ludwigowi Troostowi (architektowi faworyzowanemu przez Hitlera) powierzono remont Starej Kancelarii, w trakcie którego od strony ogrodów dobudowano na tyłach prawego – północnego skrzydła pałacu, wielką, zachodząca na zaplecze Ministerstwa Spraw Zagranicznych przy Wilhelmstraße 76, salę recepcyjną (niem. Festsaal), którą to jedynie zdążył zaprojektować przed swoją śmiercią Troost. Przebudowę kontynuował asystent Troosta – Leonhard Gall, i to on zaprojektował latem 1935 roku pod salą tzw. „piwnicę przeciwlotniczą” (niem. Luftschutzkeller), zawierającą ok. 20 pomieszczeń i chronioną żelbetem grubości rzędu 1,5 metra. Parametry opancerzenia wyznaczył osobiście Hitler. Budowę schronu zakończono w 1936, zamieniając ją ostatecznie w tzw. bunkier przedni (niem. Vorbunker) bunkra Hitlera. Poważnie zniszczony w wyniku bitwy o Berlin pałac został ostatecznie rozebrany w 1949.